# Furto

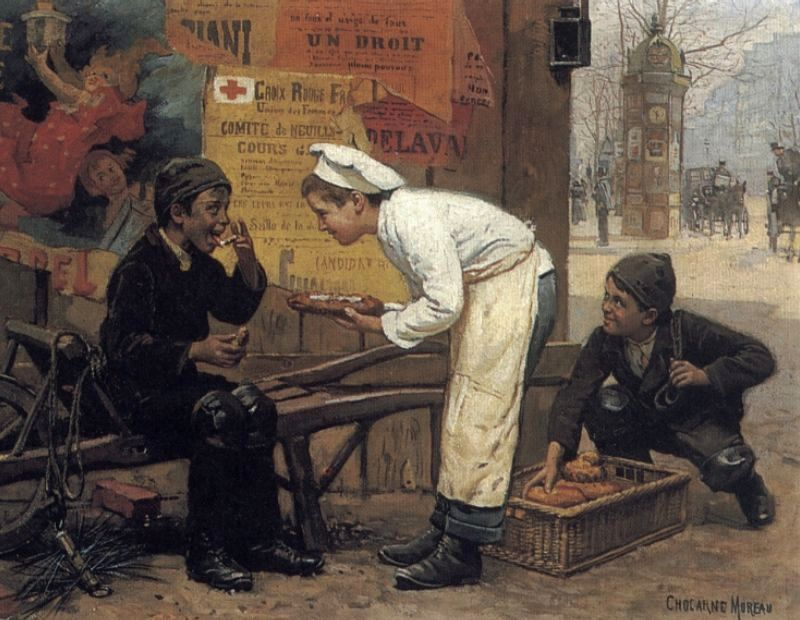
Paul-Charles Chocarne-Moreau, The Cunning Thief, 1931

Furto é uma figura de crime prevista nos artigos 155 do Código Penal Brasileiro, e 203º do Código Penal Português, que consiste na subtração de coisa alheia móvel para si ou para outrem, com fim de assenhoramento definitivo. No furto não há violência ou grave ameaça, que difere do roubo por haver  a existência grave violência ou ameaça, segundo o disposto no artigo 157 do Código Penal Brasileiro.
Sujeito ativo - qualquer pessoa (quem furta), uma vez que é crime comum - o crime que pode ser praticado por qualquer pessoa.
Sujeito passivo - qualquer pessoa (quem é furtado). Este pode ser tanto a pessoa física, como a pessoa jurídica, pois esta também tem patrimônio.
Tipo objetivo: A ação física é a de subtrair, que significa retirar a coisa do legítimo possuidor contra a vontade deste.
Por coisa entende-se qualquer coisa corpórea com valor econômico, independentemente de ser tangível. Podendo ser também coisa corpórea apenas de valor sentimental bastando que faça parte do patrimônio, entendimento esse do grande penalista Nelson Hungria.
Líquidos e gases podem ser objeto de furto, desde que apreendidos, encerrados numa garrafa ou num tubo, por exemplo.
Direitos não podem ser objetos de furto, mas sim os objetos que o representam (títulos, por exemplo).
O ser humano não é coisa, portanto não pode ser objeto de furto, muito menos o cadáver, salvo o que pertence a alguém, como os cadáveres ou parte deles usados nas faculdades para pesquisa científica.
As coisas sem dono (res nullius), abandonadas e declaradas sem valor econômico (res derelicta) e as coisas comuns (ar, por exemplo) não podem ser objeto de furto. Entretanto o mesmo não se pode dizer das coisas perdidas ou esquecidas (no caso pode haver apropriação indevida ao invés de furto).
Por móvel, entende-se também aquilo que pode ser mobilizado; ao contrário do direito civil, o direito penal atém-se à realidade, posto que, o imóvel, desde que mobilizado, pode ser objeto de furto. (Ex. Frutos destacados de uma árvore).
Por alheia entende-se aquilo que não é do agente do crime. A elementar alheia, por exemplo, impede que o proprietário cometa furto contra sua propriedade em posse de terceiro (pode ocorrer no caso o crime de exercício ilegal das próprias razões).
Tipo subjetivo: Deve ser ressaltado que a descrição típica do crime de furto exige duplo elementos subjetivos: o dolo que consiste na vontade livre e consciente de subtrair a coisa móvel e a finalidade especial contida na expressão "para si ou para outrem".
Consumação - O crime se consuma no momento da inversão da posse, ou seja, no momento após a arrebatação, no qual o objeto material sai da esfera de guarda e vigilância do proprietário ou possuidor e passa para a do sujeito ativo do crime. Pode ocorrer, por exemplo, quando o criminoso engole uma pedra preciosa que acabou de furtar, ou quando ele consegue fugir do local.
Tentativa - Como crime material (tem ação e resultado) e plurissubsistente (a ação pode ser dividida em vários atos) o furto admite a forma tentada.
No direito brasileiro, a forma tentada só é admitida no flagrante próprio (aquele em que o agente é encontrado no ato). Já no flagrante impróprio e no presumido há crime consumado.

## Aspectos históricos
As civilizações humanas sempre computaram no número de seus direitos o de apropriar-se de certos bens. O furto é abordado no oitavo dos 10 mandamentos dos ensinamentos cristãos que, segundo a Bíblia , foram escritos por Deus em tábuas de pedra e entregues ao profeta Moisés (as Tábuas da Lei). Os juristas romanos, criadores da base do direito ocidental, definiram o furto e o roubo numa fórmula célebre: a propriedade é o direito de reivindicar e de conservar como seu aquilo que foi legitimamente adquirido, de usar, gozar e dispor dessa coisa à vontade, com exclusão de outrem, nos limites da lei. Nota-se portanto que o furto e o roubo estão atrelados ao direito de propriedade, estabelecendo limites legais sobre os meios de se dispor de bens próprios, com exclusão de outrem.
Em civilizações antigas, nômades, isoladas, embora não regulamentadas por leis, admite-se também a propriedade dos frutos do trabalho, tais como a presa de caça, os produtos do cultivo da terra, peles de animais (roupa para o frio), pontas de lança, entre outros . Enquanto essas civilizações admitem a propriedade, elas também impõem limites morais contra o furto e o roubo como regras de convivência em sociedade.

## Teorias psicológicas
O furto normalmente é motivado pelo valor monetário ou pela utilidade que está agregada ao objeto. Na cleptomania isso não acontece, os objetos eleitos de subtração não são necessariamente valiosos ou possuem utilidade. Isso não exclui todavia a tipicidade do furto pelo cleptômano, que será punível quando o autor possa ter consciência da lesão ao bem jurídico causado pelo seu ato -- o fato de sua ação ser fruto de um impulso irresistível não exclui esta consciência. A cleptomania apenas poderá desqualificar o tipo caso haja arrependimento eficaz. Considera-se também que os furtos do cleptomaníaco não costumam ser planejados e são realizados sem a ajuda de outras pessoas.

## Legislação penal brasileira

### Furto
Art. 155 - Subtrair, para si ou para outrem, coisa alheia móvel:
Pena - reclusão, de 1 (um) a 4 (quatro) anos, e multa.
§ 1º - A pena aumenta-se de um terço, se o crime é praticado durante o repouso noturno.
É circunstância agravante, pois aumenta a pena base de uma fração.
Aqui,adota-se o critério psicossocial (o período em que a cidade dorme)
Justifica-se pelo relaxamento natural de vigilância, onde a tutela privada diminui, o legislador procurou reforçar a tutela pública.
Alguns julgados insistem na exigência da casa estar habitada, outros desconsideram este posicionamento, uma vez que este requisito não é exigível.
§ 2º - Se o criminoso é primário, e é de pequeno valor a coisa furtada, o juiz pode substituir a pena de reclusão pela de detenção, diminuí-la de um a dois terços, ou aplicar somente a pena de multa.
§ 3º - Equipara-se à coisa móvel a energia elétrica ou qualquer outra que tenha valor econômico.

#### Furto Qualificado
§ 4º - A pena é de reclusão de 2 (dois) a 8 (oito) anos, e multa, se o crime é cometido:
I - com destruição ou rompimento de obstáculo à subtração da coisa;
II - com abuso de confiança, ou mediante fraude, escalada ou destreza;
III - com emprego de chave falsa;
IV - mediante concurso de duas ou mais pessoas.
§ 5º - A pena é de reclusão de 3 (três) a 8 (oito) anos, se a subtração for de veículo automotor que venha a ser transportado para outro Estado ou para o exterior. (Acrescentado pela L-009.426-1996)
§ 6° - define uma terceira figura de qualificadora, se a subtração for de semovente domesticável de produção, ainda que abatido ou dividido em partes no local da subtração, pena reclusão de 2 a 5 anos. alterado lei 13.330/2016.

#### Furto de coisa comum
Art. 156 - Subtrair o condômino, co-herdeiro ou sócio, para si ou para outrem, a quem legitimamente a detém, a coisa comum:
Pena - detenção, de 6 (seis) meses a 2 (dois) anos, ou multa.
§ 1º - Somente se procede mediante representação
§ 2º - Não é punível a subtração de coisa comum fungível, cujo valor não excede a quota a que tem direito o agente.

### Princípio da Insignificância
O princípio da insignificância (ou princípio da bagatela) possui o condão de reconhecer a irrelevância penal de comportamentos que - embora adequados à descrição típica - não ofendam significativamente ao bem jurídico tutelado, diante da sanção penal teoricamente aplicada ao agente.

#### Aplicação do Princípio no Crime de Furto
A jurisprudência demonstra que o princípio da insignificância pertina bastante à aplicação prática dos crimes contra o patrimônio que exigem, para a sua consumação, a subtração de coisa alheia (res furtiva). A aplicação do princípio da insignificância para os crimes contra o patrimônio (ao que se inclui o tipo de furto) é condicionada ao prevalecimento de determinadas características nos fatos da conduta, conforme restou assentado pelo Ministro Celso de Mello, no julgamento do habeas corpus nº 84.412 de 2004:
- a mínima ofensividade da conduta do agente;[4]
- a inexistência de periculosidade social na ação;[4]
- o reduzidíssimo grau de reprovabilidade do comportamento; e[4]
- a inexpressividade da lesão jurídica provocada.[4]

Ou seja, cabe o acionamento deste princípio quando a privação de liberdade e a restrição de direitos se tornarem excessivas diante das circunstâncias subjetivas e objetivas do evento típico. Segundo o Min. Celso de Mello, "o Direito Penal não se deve ocupar de condutas que produzam resultado, cujo desvalor - por não importar em lesão significativa a bens jurídicos relevantes - não represente, por isso mesmo, prejuízo importante, seja ao titular do bem jurídico tutelado, seja à integridade da própria ordem social". Esse ensinamento submete, portanto, a aplicabilidade do princípio da bagatela no crime de furto à eventualidade de a coisa furtada corresponder a prejuízo de valor monetário irrelevante ''ao titular do bem jurídico tutelado [proprietário da res furtiva]'' diante da pena hipoteticamente cominada. 

#### Controvérsias
Diversas pesquisas empíricas demonstraram que o crime de furto é alvo de grande seletividade na sua aplicação cotidiana, fato que envolve a utilização do Princípio da Insignificância.
Uma pesquisa realizada no Distrito Federal pelo Grupo Candango de Criminologia (GCCrim) concluiu que o perfil daqueles que incorrem em tipos penais como furto e roubo tende a se manter homogêneo nas seguintes características físicas e sociais: são homens, jovens, desempregados com baixo nível de renda e escolaridade, na maioria das cores preta e parda. Ou seja, demonstra-se uma evidente diferença entre os infratores de crimes contra o patrimônio e os infratores de crimes fiscais ou contra a Administração Pública, em sua maioria crimes funcionais exigem para a sua consumação, sujeito ativo que seja servidor público. 
A Lei de Execução Fiscal nº 11.033 de 2004 alterou o artigo 20 da Lei no 10.522/20021, determinando o arquivamento dos autos da execução fiscal de débitos inscritos na dívida ativa da União de valor consolidado igual ou inferior a R$ 10 mil. Diante disso, o STF passou a considerar que o desinteresse da União em executar tais débitos revela a irrelevância penal dos comportamentos fiscais, adotando essa faixa de valor como parâmetro para a insignificância nos crimes fiscais.
Assim, para os crimes de sonegação fiscal, a jurisprudência se pacificou no sentido de considerar excessiva a persecução do crime quando não ultrapassam R$ 10.000,00, ocorrendo em seguida a majoração deste quantum a R$ 20.000,00.
No entanto, a falta de previsão legislativa semelhante para os crimes patrimoniais (como o furto) afastou a adoção do mesmo parâmetro em tais casos, o que explica a diferença dos critérios para a adoção do princípio diante dos distintos tipos penais.
Pierpaolo Bottini investigou empiricamente a disparidade de pesos e medidas na aplicação prática do princípio da bagatela entre os crimes contra a Administração Pública e os crimes contra o Patrimônio. Verificou-se que 86% dos casos que envolveram crimes contra o patrimônio, o valor do bem em questão esteve na faixa de 0 a 200 reais, sendo que 70% concentram-se na faixa de 0 a 100 reais. Doutra banda, o índice de reconhecimento/não reconhecimento em crimes contra ordem econômica/administração pública com base na faixa de valores dos bens em questão concluiu que em 100% dos casos em que os bens estiveram na faixa de 3001 a 5000 reais, houve reconhecimento da insignificância. Tal ordem de fatos contribui para a seletividade penal e, sobretudo, à criminalização de uma população já bastante marginalizada.

## Analogias no reino animal
Não se pode falar em furto em outras espécies de animais que não o homem. O furto exige a consciência da propriedade. Apenas o homem é capaz de chegar a esse nível de abstração[carece de fontes?], concebendo uma relação entre pessoa e o objeto que transcende o tempo e o espaço, criando uma titularidade que persiste mesmo quando cessa o contato imediato com a coisa. A etologia constata que a subtração de coisa, especialmente alimentos, não é exclusivamente humana, sendo este comportamento exibido por várias espécies de animais. Entretanto este comportamento tem pouca analogia com o furto, por não existir entre os animais uma possível compreensão da propriedade -- assim, uma criatura que se apropria de algo deixado por um animal, está apropriando-se de res derelicta. Macacos, ursos e vários outros animais podem tentar subtrair alimentos mediante agressão. Entre pássaros como gaivotas, pardais é comum verificar a subtração de alimento em pleno voo desses pássaros -- estes comportamentos tampouco possuem analogia com o furto, assemelhando-se ao roubo.  